# Palazzo Lariano Sanfelice
Il Palazzo Lariano Sanfelice è un palazzo storico di Napoli, ubicato in via Foria.
Il palazzo venne eretto negli anni ottanta del XVIII secolo su progetto dell'architetto Pompeo Schiantarelli.
Di notevole bellezza è lo scalone monumentale progettato dallo Schiantarelli (a lungo attribuito erroneamente al Sanfelice): è composto da una doppia scalinata aperta che sale tramite un gioco di volte e pilastri, accentuati dalle curve balaustre in metallo che determina una dilatazione dell'ambiente. Dopo l'atrio c'è un piccolo cortile di pianta irregolare che anticamente era collegato al giardino tramite una scala, l'idea dell'architetto è pervenuta a noi tramite un disegno di mano sua.